# 蔬果店

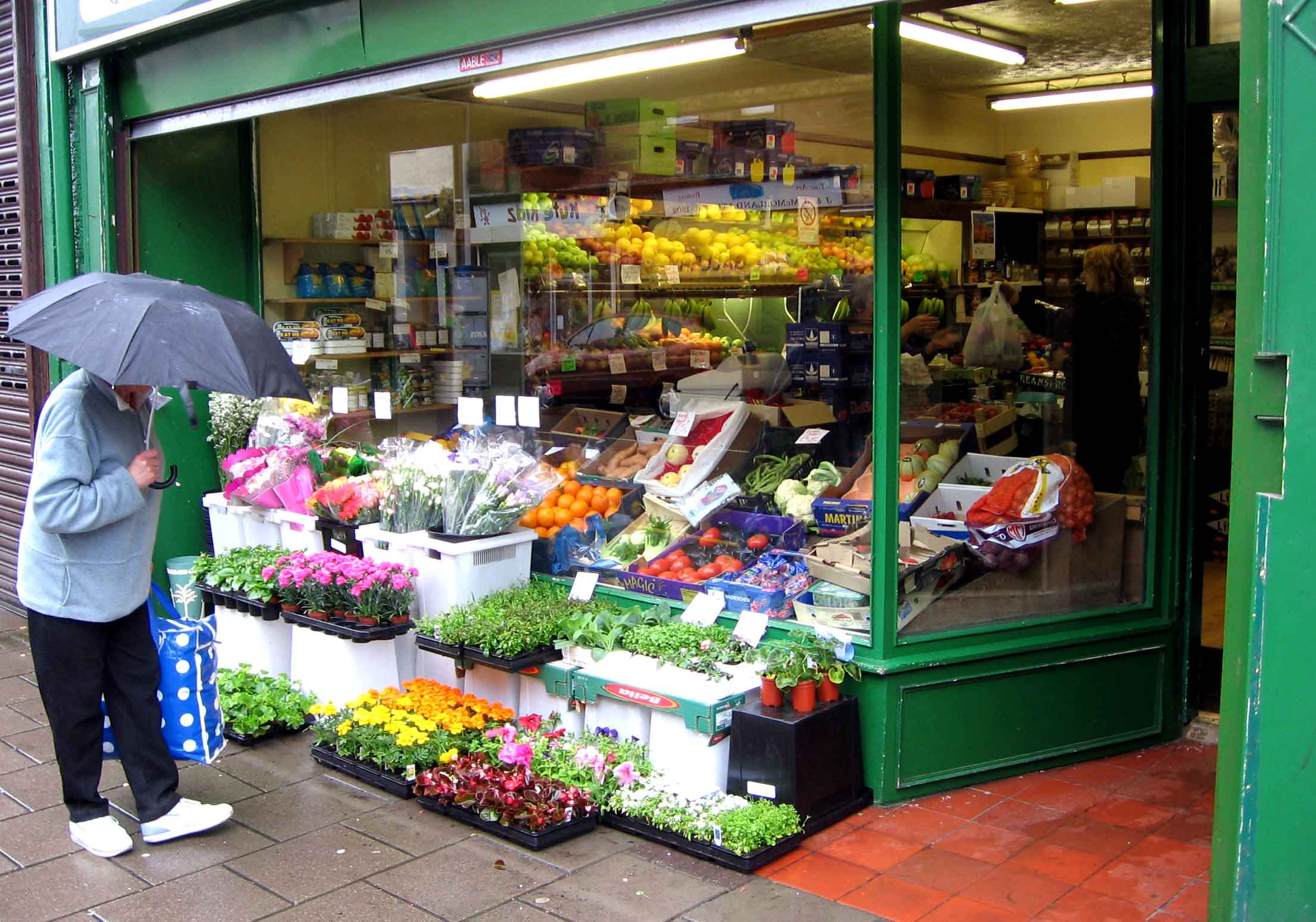
苏格兰的一家蔬果店门前

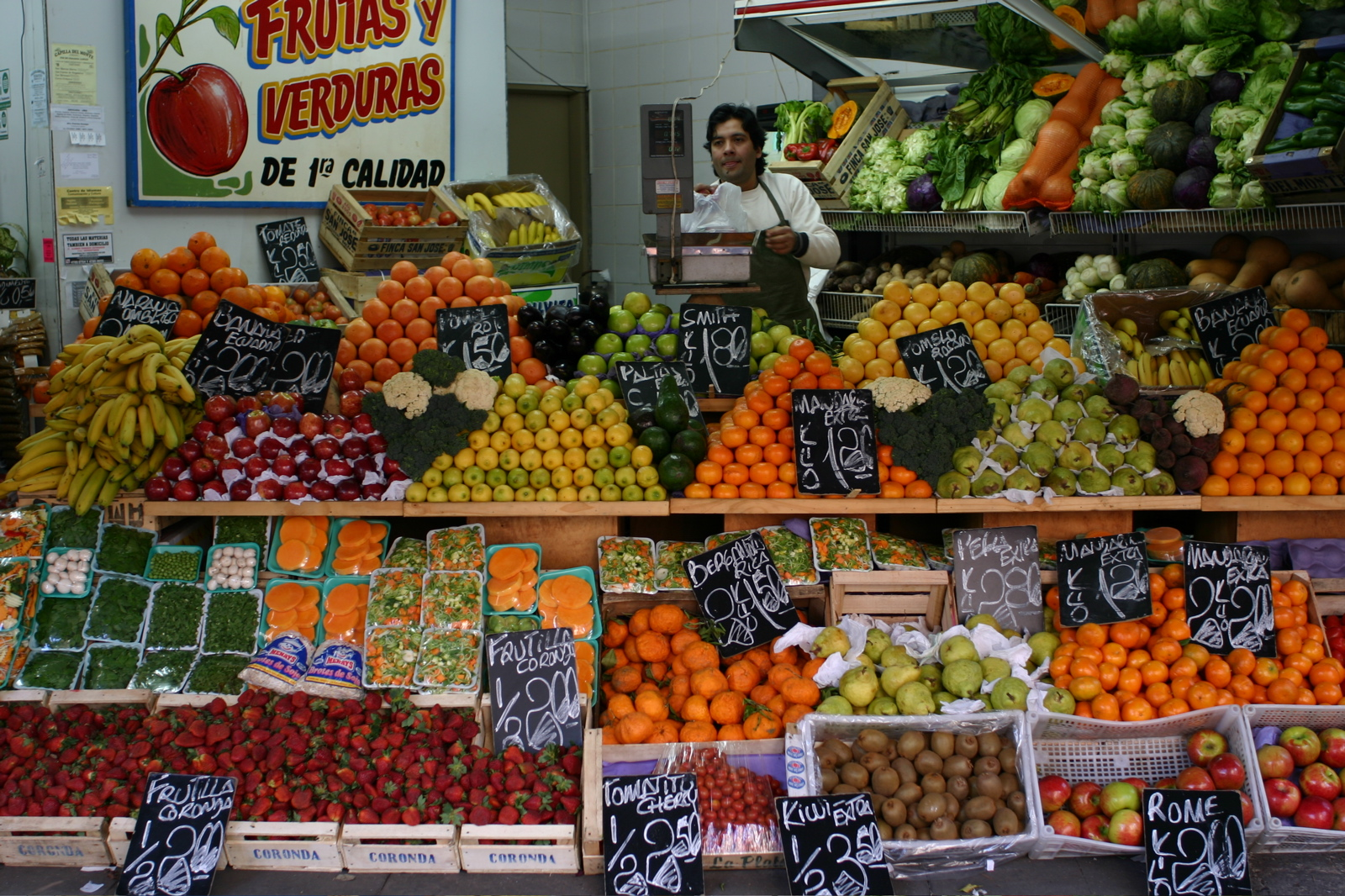
布宜诺斯艾利斯的蔬果店

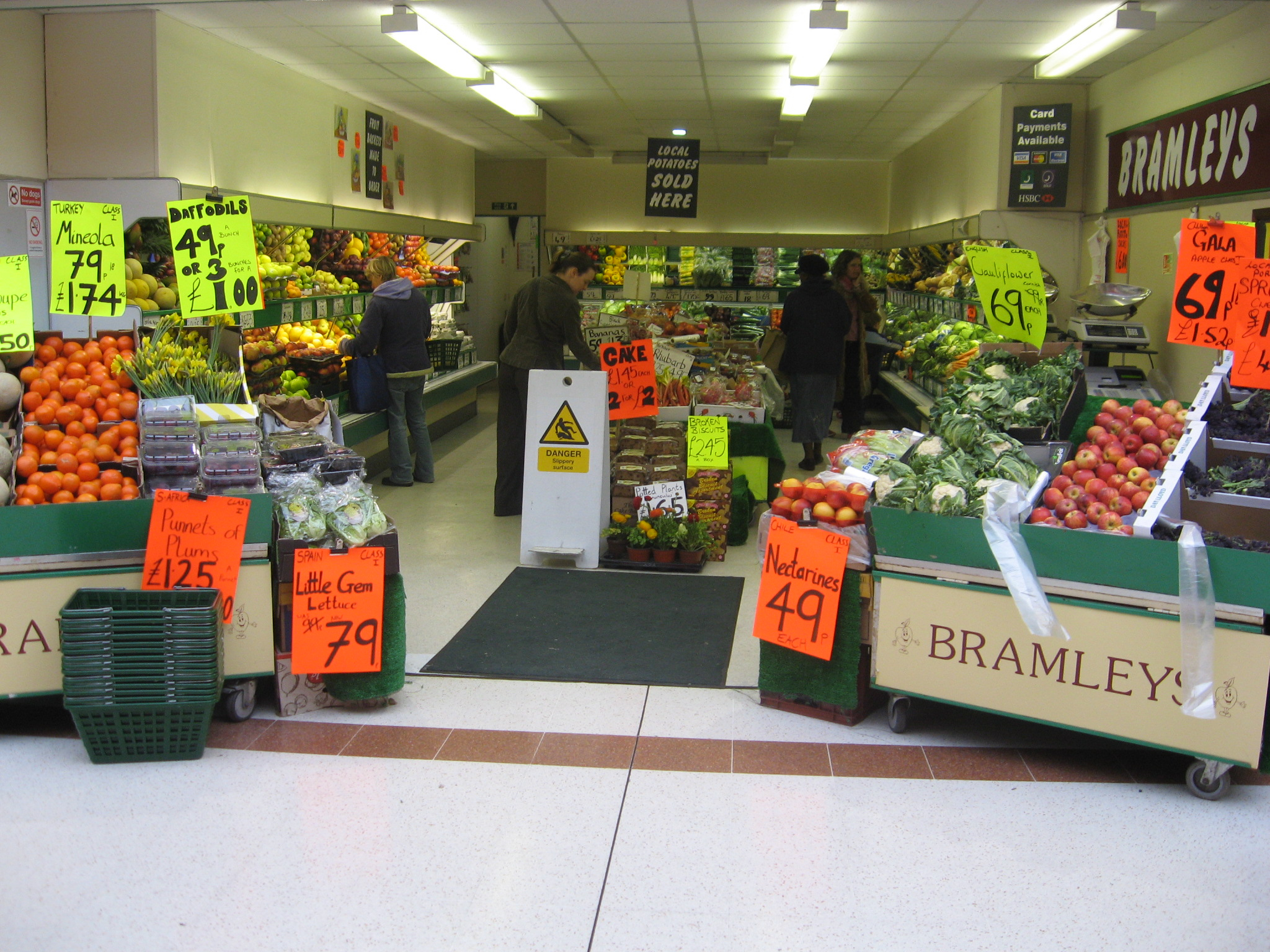
英格兰格洛斯特郡斯特劳德一家蔬果店的内部

蔬果商（英語：Greengrocer）是指销售水果和蔬菜的店铺经营者，也可用于指主要销售农产品的商店，这个英语词汇主要用于英国和澳大利亚。
美国使用“produce store”（农产品商店）等术语。1940年代，蔬果店（grocery store）的农产品销售额（以吨位计算）已超过农产品商店。
虽然蔬果店曾经在英国和澳大利亚很常见，但随着超市的普及，蔬果店变得越来越少，但在小城镇和村庄里仍然可以找到。如今，“蔬果店”一词也可以适用在街市、商场和超市农产品部的相关摊位。